# Субфакторіал
Субфакторіал числа n (позначається як !n) — кількість інверсій порядку n, — перестановок порядку n без нерухомих точок. Назва субфакторіал походить від аналогії з факторіалом, який визначає загальну кількість перестановок.
Зокрема, !n є число способів покласти n листів в n конвертів (по одному в кожен) так, щоб жодний лист не потрапив у відповідний конверт (так звана «задача про листи»).

## Явна формула
Субфакторіал можна обчислити за допомогою принципу включення-виключення: 
{\displaystyle !n=n!\left(1-{\frac {1}{1!}}+{\frac {1}{2!}}-{\frac {1}{3!}}+...+(-1)^{n}{\frac {1}{n!}}\right)=n!\sum _{k=0}^{n}{\frac {(-1)^{k}}{k!}}}

## Інші формули
- {\displaystyle !n={\frac {\Gamma (n+1,-1)}{e}}\!}, де {\displaystyle \Gamma } позначає неповну гамма-функцію, a e — математична константа;
- {\displaystyle !n=\left\lfloor {\frac {n!}{e}}\right\rceil }, де {\displaystyle \left\lfloor x\right\rceil } позначає найближче до x ціле число;
- {\displaystyle !n=\left\lfloor {\frac {n!+1}{e}}\right\rfloor }  де {\displaystyle \!\lfloor x\rfloor } позначає цілу частину числа.
- Справедливі формальні тотожності: {\displaystyle Q^{n}=(P-1)^{n}} та {\displaystyle P^{n}=(Q+1)^{n}}, де {\displaystyle P^{k}} треба розуміти як {\displaystyle k!}, а {\displaystyle Q^{k}} — як {\displaystyle !k}.

## Таблиця значень

Кількість можливих перестановок і безладів n елементів. n! (N факторіал) — кількість n-перестановок; !N (n субфакторіал) — кількість безладів, де всі n елементів змінити свої початкові місця

!1 = 0
!2 = 1
!3 = 2
!4 = 9
!5 = 44
!6 = 265
!7 = 1 854
!8 = 14 833
!9 = 133 496
!10 = 1 334 961
!11 = 14 684 570
!12 = 176 214 841
!13 = 2 290 792 932
!14 = 32 071 101 049
!15 = 481 066 515 734
!16 = 7 697 064 251 745
!17 = 130 850 092 279 664
!18 = 2 355 301 661 033 953
!19 = 44 750 731 559 645 106
!20 = 895 014 631 192 902 121
!21 = 18 795 307 255 050 944 540

## Властивості
- {\displaystyle !n=(n-1)\cdot (!(n-1)+!(n-2))} (такі ж властивості притаманні і факторіалу): де {\displaystyle \;a_{0}=a_{1}=1} і {\displaystyle a_{n}=n\cdot a_{n-1}+(n-1)\cdot a_{n-2}=!(n+1)+!n}. Початкові члени послідовності {\displaystyle a_{n}}:

1, 1, 3, 11, 53, 309, 2119, … (послідовність A000255 з Онлайн енциклопедії послідовностей цілих чисел, OEIS)
- Число 148349 є субфакторіоном, тобто дорівнює сумі субфакторіалів своїх цифр (аналог факторіона):

{\displaystyle 148349=!1+!4+!8+!3+!4+!9} (знайдене J. S. Madachy, 1979)
- Субфакторіал іноді допускається в математичних іграх типу отримання різних результатів з певних цифр (наприклад, відома гра «Чотири четвірки», де рівність !4 = 9 може принести користь).